# Benjamín Rollheiser
Benjamín Rollheiser (Coronel Suárez, Buenos Aires, Argentina; 24 de marzo de 2000) es un futbolista argentino que juega de delantero en el Santos F. C. del Campeonato Brasileño de Serie A.

## Trayectoria

### Inicios
En el año 2008 con 8 años jugó un cuadrangular para Independiente de San José (partido de Coronel Suárez), a los 9 años lo ve Carlos Bottegal, coordinador de Estudiantes de La Plata, en un torneo en la ciudad de Coronel Suárez, por lo que lo invita a dicho club. Recién en el año 2010, comienza a jugar en las infantiles de Estudiantes hasta marzo de 2012, donde decide volver a su club de origen, el Deportivo Sarmiento. En el año 2014 juega en la sexta división, pasa a quinta y luego a reserva; tras un partido en la misma debuta en primera en el mes de octubre, con tan solo 14 años, contra Racing de Carhué. Allí juega un total de 8 partidos, convirtiendo su único gol contra Unión de Pigüé.

### River Plate
En la misma época hace la prueba en River Plate, donde empieza la pretemporada en el año 2015.
En River juega en 8, en 7 sale campeón en el año 2016 con la salvedad que a partir de junio de ese año ya había hecho pretemporada en reserva, jugando los sábados en su categoría y los domingos en reserva. 
En el 2017 juega el Campeonato Sudamericano de Fútbol Sub-17 de 2017, luego fue sparring con la primera gira de Jorge Sampaoli en Singapur y Australia. Luego sufre una lesión lumbar que lo tiene alejado de las canchas por 12 meses.
En 2018 realizó su primera pretemporada con el plantel principal de River Plate en Miami (Florida, Estados Unidos).
A finales del 2018 vuelve a jugar tras una lesión y en junio de 2019 es tenido en cuenta para la pretemporada en Los Ángeles.
El delantero anotó el 3-0 transitorio ante Colón y colaboró con la obtención del Trofeo de Campeones en Santiago del Estero.

### Estudiantes de La Plata
En junio de 2022, llega a Estudiantes de La Plata libre de River Plate y su contrato se formaliza hasta junio de 2025. El 30 de junio, debuta con Estudiantes en la Copa Libertadores de América en el empate 1 a 1 con Fortaleza en Brasil.
El 20 de julio convierte su primer gol en Estudiantes, en su primer partido como titular, ante Barracas Central, con un zurdazo desde afuera del área.
El 23 de abril de 2023 convertiría su segundo gol con la camiseta de Estudiantes ante Talleres, y el 14 de mayo de ese mismo año marcaría en lo que fue empate 1-1 frente a Defensa y Justicia, donde comenzaría una racha goleadora que despertó el interés de clubes extranjeros como Newcastle United, Napoli, Valencia, entre otros.
El 13 de diciembre integró el equipo titular del Estudiantes de La Plata campeón de la Copa Argentina 2023.

### Benfica
En enero de 2024 es transferido al Club Benfica de Portugal a cambio de 9 millones de euros por el 90% del pase. Estudiantes de La Plata conserva el 10% restante. El futbolista firma un contrato hasta junio del 2029.
El 14 de abril de 2024 consigue el primer gol en Benfica, convirtiendo el tercer gol del equipo en la goleada 3 a 0 contra Moreirense.  

### Santos
En febrero de 2025, el Santos de la Primera División de Brasil, compra su ficha al Benfica en 10,5 millones de euros por el 85% del pase. El otro 10% pertenece a Estudiantes de La Plata. Tenía todo acordado para irse al Botafogo, pero a último momento, el Santos aceleró y le hizo una mejor oferta al Benfica, por lo que volverá al fútbol sudamericano tras su salida del pincha el año pasado.

## Selección nacional

### Selección juvenil

#### Selección Sub-17

##### Participaciones en Sudamericanos
| Torneo                   | Sede  | Resultado    | Partidos | Goles |
| ------------------------ | ----- | ------------ | -------- | ----- |
| Sudamericano Sub-17 2017 | Chile | Primera fase | 3        | 0     |

| \| # \| Fecha \| Estadio \| Local \| Resultado \| Visitante \| Goles \| Asist. \| Competición \| \| ----- \| ---------- \| -------------------------------- \| --------- \| --------- \| --------- \| ----- \| ------ \| ------------------- \| \| 1 \| 24-02-2017 \| Estadio La Granja, Curicó, Chile \| Argentina \| 0-1 \| Venezuela \| \| \| Sudamericano Sub-17 \| \| 2 \| 28-02-2017 \| Estadio Fiscal, Talca, Chile \| Argentina \| 3-0 \| Perú \| \| \| Sudamericano Sub-17 \| \| 3 \| 04-03-2017 \| Estadio Fiscal, Talca, Chile \| Brasil \| 2-0 \| Argentina \| \| \| Sudamericano Sub-17 \| \| Total \| \| Presencias \| 3 \| \| Goles \| 0 \| 0 \| \| |            |                                  |           |           |           |       |        |                     |
| # | Fecha      | Estadio                          | Local     | Resultado | Visitante | Goles | Asist. | Competición         |
| 1 | 24-02-2017 | Estadio La Granja, Curicó, Chile | Argentina | 0-1       | Venezuela |       |        | Sudamericano Sub-17 |
| 2 | 28-02-2017 | Estadio Fiscal, Talca, Chile     | Argentina | 3-0       | Perú      |       |        | Sudamericano Sub-17 |
| 3 | 04-03-2017 | Estadio Fiscal, Talca, Chile     | Brasil    | 2-0       | Argentina |       |        | Sudamericano Sub-17 |
| Total |            | Presencias                       | 3         |           | Goles     | 0     | 0      |                     |

#### Selección Sub-23
| \| # \| Fecha \| Estadio \| Local \| Resultado \| Visitante \| Goles \| Asist. \| Competición \| \| ----- \| ---------- \| ---------------------------------- \| ----- \| --------- \| --------- \| ----- \| ------ \| ----------- \| \| 1 \| 26-03-2021 \| Estadio Ajinomoto, Chōfu, Japón \| Japón \| 0-1 \| Argentina \| \| \| Amistoso \| \| 2 \| 29-03-2021 \| Estadio Mundial, Kitakyushu, Japón \| Japón \| 3-0 \| Argentina \| \| \| Amistoso \| \| Total \| \| Presencias \| 2 \| \| Goles \| 0 \| 0 \| \| |            |                                    |       |           |           |       |        |             |
| # | Fecha      | Estadio                            | Local | Resultado | Visitante | Goles | Asist. | Competición |
| 1 | 26-03-2021 | Estadio Ajinomoto, Chōfu, Japón    | Japón | 0-1       | Argentina |       |        | Amistoso    |
| 2 | 29-03-2021 | Estadio Mundial, Kitakyushu, Japón | Japón | 3-0       | Argentina |       |        | Amistoso    |
| Total |            | Presencias                         | 2     |           | Goles     | 0     | 0      |             |

## Estadísticas

### Clubes
Actualizado al último partido disputado el 4 de agosto de 2025.
| Club                           | Div.          | Temporada     | Liga  | Liga  | Liga   | Copas nacionales | Copas nacionales | Copas nacionales | Copas internacionales | Copas internacionales | Copas internacionales | Total | Total | Total  |
| Club                           | Div.          | Temporada     | Part. | Goles | Asist. | Part.            | Goles            | Asist.           | Part.                 | Goles                 | Asist.                | Part. | Goles | Asist. |
| ------------------------------ | ------------- | ------------- | ----- | ----- | ------ | ---------------- | ---------------- | ---------------- | --------------------- | --------------------- | --------------------- | ----- | ----- | ------ |
| River Plate Argentina          | 1.ª           | 2019-20       | 3     | 0     | 0      | 1                | 0                | 1                | 0                     | 0                     | 0                     | 4     | 0     | 1      |
| River Plate Argentina          | 1.ª           | 2020          | 0     | 0     | 0      | 5                | 0                | 0                | 1                     | 0                     | 0                     | 6     | 0     | 0      |
| River Plate Argentina          | 1.ª           | 2021          | 18    | 0     | 1      | 5                | 1                | 0                | 1                     | 0                     | 0                     | 24    | 1     | 1      |
| River Plate Argentina          | Total club    | Total club    | 21    | 0     | 1      | 11               | 1                | 1                | 2                     | 0                     | 0                     | 34    | 1     | 2      |
| Estudiantes La Plata Argentina | 1.ª           | 2022          | 21    | 1     | 0      | 1                | 0                | 0                | 4                     | 0                     | 0                     | 26    | 1     | 0      |
| Estudiantes La Plata Argentina | 1.ª           | 2023          | 27    | 7     | 3      | 19               | 0                | 3                | 11                    | 6                     | 2                     | 57    | 12    | 8      |
| Estudiantes La Plata Argentina | Total club    | Total club    | 48    | 8     | 3      | 20               | 0                | 3                | 15                    | 6                     | 2                     | 83    | 13    | 8      |
| S. L. Benfica Portugal         | 1.ª           | 2023-24       | 9     | 1     | 0      | 0                | 0                | 0                | 0                     | 0                     | 0                     | 9     | 1     | 0      |
| S. L. Benfica Portugal         | 1.ª           | 2024-25       | 9     | 1     | 1      | 3                | 0                | 0                | 6                     | 0                     | 0                     | 18    | 1     | 1      |
| S. L. Benfica Portugal         | Total club    | Total club    | 18    | 2     | 1      | 3                | 0                | 0                | 6                     | 0                     | 0                     | 27    | 2     | 1      |
| Santos · Brasil                | 1.ª           | 2025          | 16    | 0     | 1      | 4                | 1                | 0                | 0                     | 0                     | 0                     | 20    | 1     | 1      |
| Santos · Brasil                | Total club    | Total club    | 16    | 0     | 1      | 4                | 1                | 0                | 0                     | 0                     | 0                     | 20    | 1     | 1      |
| Total carrera                  | Total carrera | Total carrera | 103   | 10    | 6      | 38               | 2                | 5                | 23                    | 6                     | 3                     | 164   | 17    | 12     |

## Palmarés

### Campeonatos nacionales
| Título              | Equipo                  | País      | Año     |
| ------------------- | ----------------------- | --------- | ------- |
| Copa Argentina      | River Plate             | Argentina | 2018-19 |
| Supercopa Argentina | River Plate             | Argentina | 2019    |
| Primera División    | River Plate             | Argentina | 2021    |
| Trofeo de Campeones | River Plate             | Argentina | 2021    |
| Copa Argentina      | Estudiantes de La Plata | Argentina | 2023    |
| Copa de la Liga     | Benfica                 | Portugal  | 2024-25 |